# Акімов Григорій Григорович
Григорій Григорович Акімов (1903, село Сірець, тепер Страшенського району Молдови — ?) — молдавський радянський діяч, народний комісар (міністр) торгівлі Молдавської РСР. Член ЦК КП(б) Молдавії в 1941—1949 роках. Депутат Верховної Ради Молдавської РСР 1—2-го скликань.

## Біографія
Трудову діяльність розпочав у 1916 році шевцем за наймом, чорноробом.
У 1919—1921 роках — у Червоній армії: червоноармієць 45-го батальйону, боєць Одеського вартового полку; секретар військового комісара 1-го Одеського робітничого батальйону РСЧА; волосний військовий комісар Ново-Петровської та Слободзейської волостей Тираспольського повіту.
У 1921—1930 роках — служба у прикордонних військах ДПУ Одеської губернії; на профспілковій та радянській роботі. Освіта середня.
Член ВКП(б) з 1928 року.
У 1931—1932 роках — заступник голови правління Молдавського агроіндустріального комбінату; заступник народного комісара легкої промисловості Молдавської АРСР.
У 1932—1940 роках — в апараті Тираспольського районного комітету КП(б)У; в апараті Тираспольського міського комітету КП(б)У; в апараті Молдавського обласного комітету КП(б)У.
У вересні 1940 — липні 1941 року — народний комісар торгівлі Молдавської РСР.
Під час німецько-радянської війни перебував в евакуації. У 1941—1944 роках — завідувач Куйбишевського обласного відділу торгівлі; начальник відділу Народного комісаріату торгівлі СРСР.
У серпні 1944 — 23 травня 1951 року — народний комісар (з 1946 року — міністр) торгівлі Молдавської РСР.
Подальша доля невідома.

## Нагороди
- орден Леніна
- орден Трудового Червоного Прапора
- медалі